# Der blonde Tiger (1949)
Der blonde Tiger (Originaltitel: Too Late for Tears) ist ein US-amerikanischer Spielfilm im Stil des Film noir aus dem Jahre 1949. Das Drehbuch schrieb Autor Roy Huggins nach seinem eigenen Fortsetzungsroman, der in der Saturday Evening Post erschien.

## Handlung
Los Angeles. Das Ehepaar Jane und Alan Palmer fährt nachts auf einer einsamen Landstraße zu einer Einladung. Jane ist die Verabredung unangenehm, sie will umkehren. Es kommt zu einem Streit, Jane greift ihrem Mann ins Lenkrad, als plötzlich von einem entgegenkommenden Auto eine Tasche in ihr Cabriolet geworfen wird. In der Tasche befinden sich 60.000 $. Jane beschließt nach einem kurzen Halt spontan, das Geld behalten zu wollen. Sie setzt sich ans Steuer, der skeptische Alan ist auf dem Rücksitz, und rast davon. Wenig später werden die beiden von einem Auto verfolgt, Jane kann den Verfolger jedoch abschütteln. Für Jane bedeutet das Geld die Hoffnung auf eine Änderung in ihrem Leben, ihr Ehemann ist jedoch ängstlich. Alan befürchtet, dass es sich bei dem Wurf der Tasche in ihr Auto um eine Geldübergabe aus einer Erpressung gehandelt habe.
Wenige Tage später taucht Danny Fuller bei Jane auf, gibt sich als Detektiv aus und sucht in der Wohnung das verlorene Geld. Jane stellt sich zunächst dumm, doch Fuller glaubt ihr nicht. Als Fuller nicht lockerlässt, erzählt sie ihm, dass sie das Geld der Polizei übergeben hätten. Einige Zeit später kehrt Fuller zu ihr zurück und behauptet herausgefunden zu haben, dass niemand Geld bei der Polizei abgegeben hätte. Jane hält dagegen, dass das Geld zwar noch nicht bei der Polizei sei, aber ihr Ehemann gewillt sei, es abzugeben. Die einzige Chance für Fuller, an das Geld zu kommen, wäre, mit ihr zusammenzuarbeiten, und dafür würde sie die Hälfte des Geldes bekommen. Um die Ernsthaftigkeit ihres Angebotes zu untermauern, wirft sich Jane Fuller um den Hals.
Während einer abendlichen Bootsfahrt erschießt Jane bei einem Handgemenge versehentlich ihren Ehemann und erklärt ihn für vermisst. Doch Alans Schwester ist misstrauisch und erhält plötzlich in ihrem Misstrauen Unterstützung durch Don Blake. Blake ist der Bruder des verstorbenen ersten Ehemanns von Jane Palmer. Blake glaubt, dass Jane die Schuldige am Tod seines Bruders ist. Da Jane ihm nie begegnet ist, kann er sich bei ihr als alter Freund Alans ausgeben. Er trifft sich mit ihr und beginnt sie zu observieren. Dabei stellt er die Beziehung zu Danny Fuller fest. Gemeinsam mit Kathy nimmt er nun weitere Untersuchungen auf. Kathy hatte zuvor bereits ein Schließfachticket aus der Wohnung ihres Bruders entnommen. Dies scheint der Schlüssel zum Geheimnis von Jane Palmer zu sein. Doch Jane kann das Ticket wieder an sich bringen und so auch das Geld. Sie geht damit zu Fuller und erfährt, dass das Geld aus einer Erpressung Fullers stammt. Sie sei mit ihrem Ehemann bei der Geldübergabe dazwischengekommen. Jane vergiftet Fuller und flieht nach Mexiko. Blake versucht weiter die Polizei davon zu überzeugen, dass Alan Palmer tot ist und auch Fuller von Jane ermordet wurde. Doch es fehlen Beweise.
Don Blake folgt Jane bis nach Mexiko und findet sie in einem Hotel. Er gibt vor zu wissen, wo ihr toter Mann sich befindet und für die Bewahrung des Geheimnisses verlangt er die Hälfte des Geldes. Doch dies ist ein Bluff. Er gibt sich ihr nun auch als Bruder ihres ersten Ehemanns zu erkennen. Als sie verhaftet werden soll, stürzt sie rückwärts gehend vom Balkon und ist tot.

## Kritik
Das Lexikon des internationalen Films sah einen „vergleichsweise harten“ Kriminalfilm, die New York Times einen „reifen, spannenden Abenteuerfilm“ und lobte die Darstellerleistungen.

## Bemerkungen
Der Film ist mittlerweile ein Public Domain.